# Tenodera sinensis

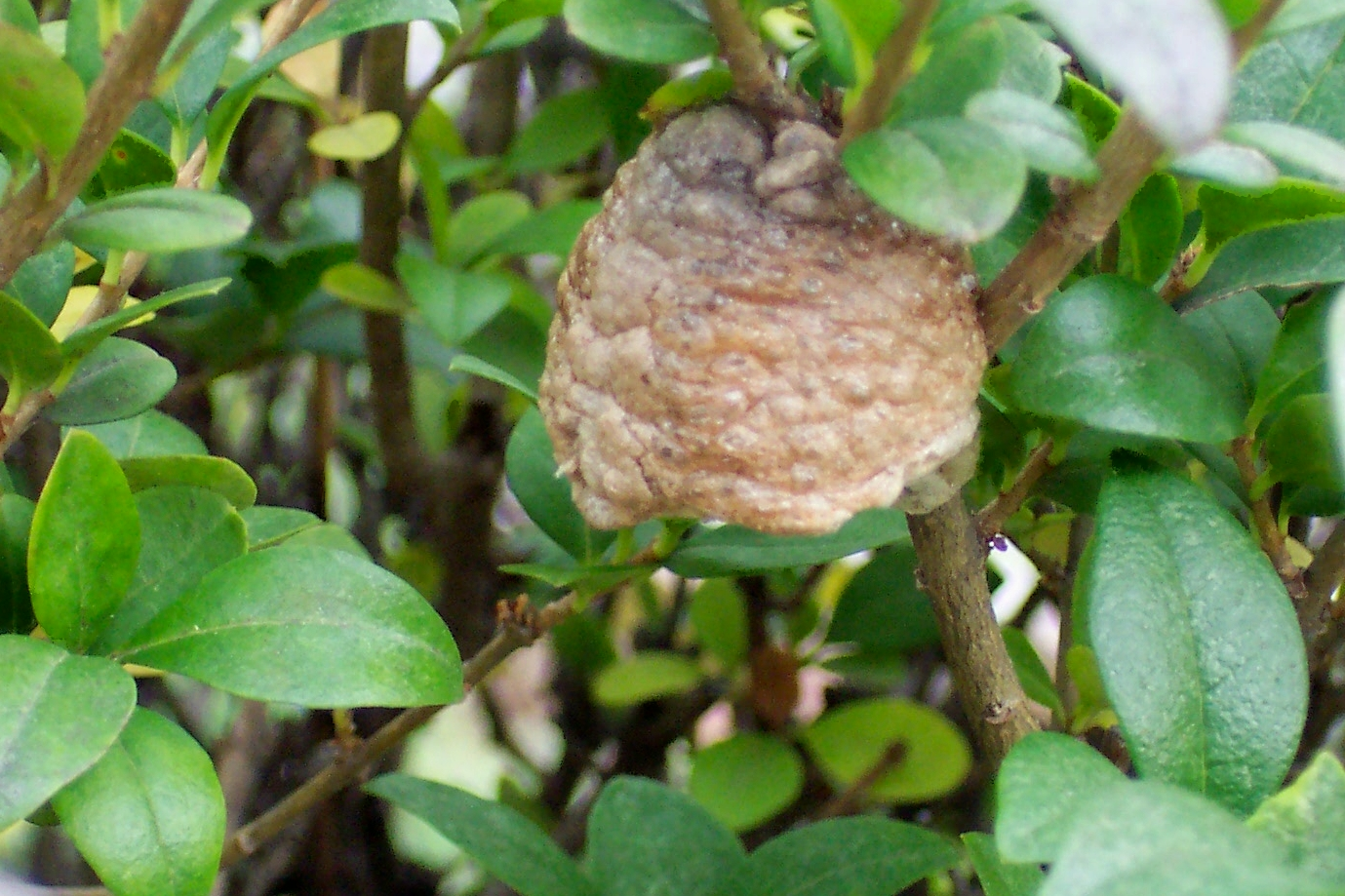
Ooteca de Tenodera sinensis

La mantis china (Tenodera sinensis) es una especie de mantis nativa de Asia. En 1896 fue introducida accidentalmente a Mount Airy, cerca de Filadelfia, Pensilvania, Estados Unidos. Anteriormente era considerada una subespecies de Tenodera aridifolia pero hoy en día se la trata como una especie diferente.
Se alimenta de insectos y otros artrópodos, pero las hembras adultas son capaces de atrapar vertebrados pequeños. Hay casos documentados de reptiles, anfibios y picaflores como presas. Como la mayoría de las mantis practican canibalismo. Se las ha observado alimentándose de mariposas monarcas después de descartar las entrañas que son tóxicas.

## Descripción

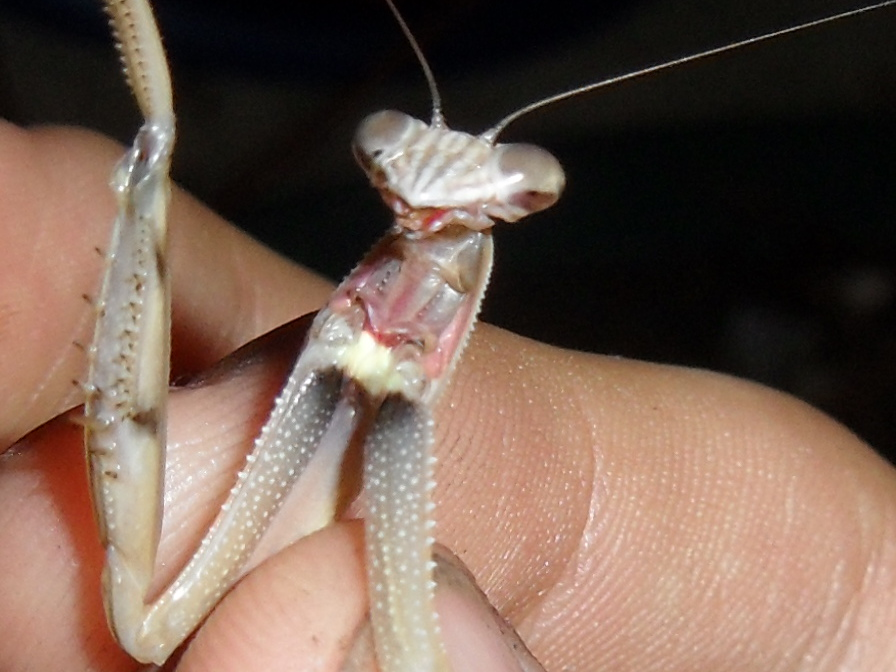
Hembra subadulta color castaño

La mantis china es delgada, alargada. Es la  especie de mantis de mayor tamaño y puede pasar los once centímetros de longitud. Su color puede variar de verde a castaño con una franja lateral verde en los bordes del primer par de alas. Cuando hay poca luz los ojos pueden aparecer negros, pero a la luz del día, aparecen claros y de color similar al resto de la cabeza. Esta especie tiene una apariencia similar a otra mantis asiática, que también ha sido introducida a otras partes del mundo, la Tenodera angustipennis. 
La hembra produce varias ootecas semiesféricas de aproximadamente 2cm. de diámetro, con hasta 400 huevos, adheridas a la vegetación.
Tienen desarrollo simple (hemimetabolismo). Pasan por cuatro estadios de ninfa antes de llegar al estadio de adulto alado.

## Distribución original
China, Japón, Corea, Micronesia, Tailandia. Ha sido introducida a otras partes del mundo.

## Imágenes adicionales

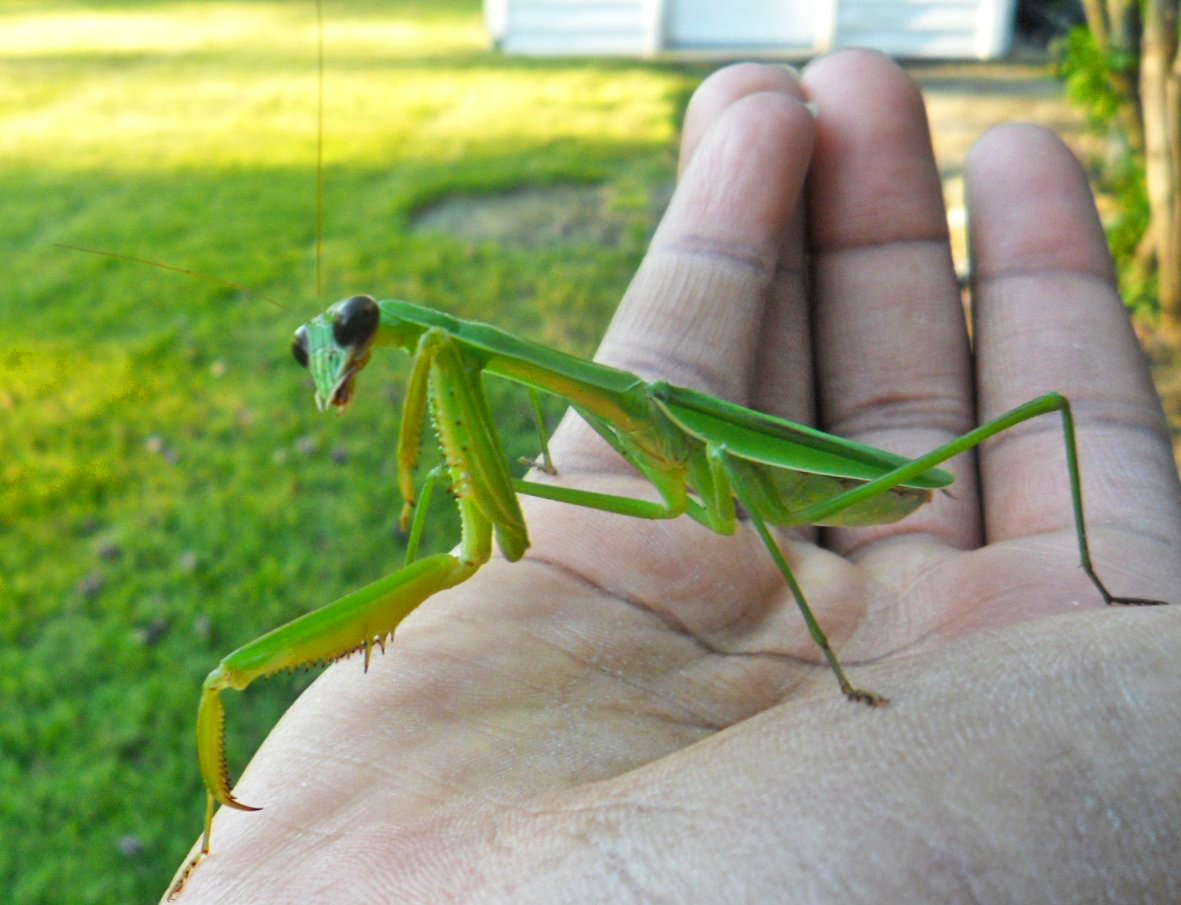
Adulto practicando higiene.
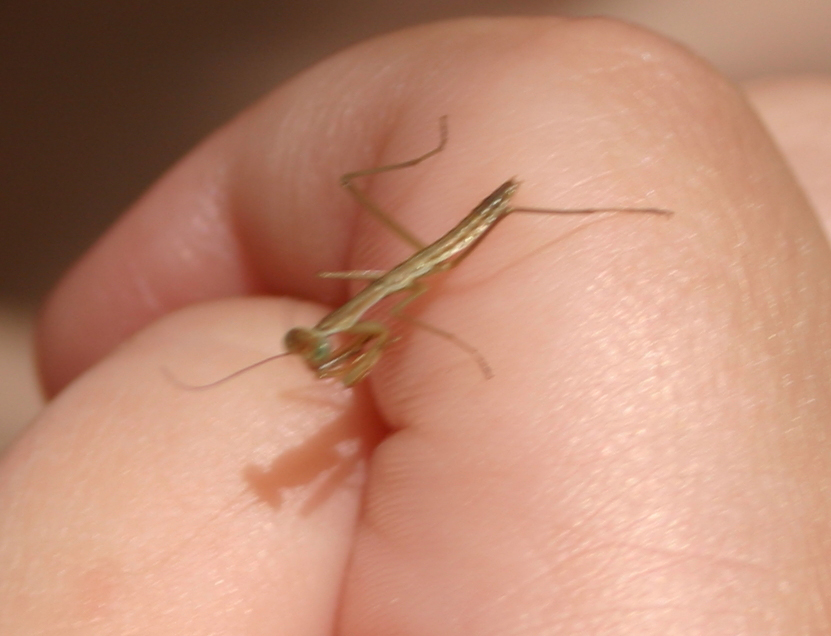
Ejemplar inmaduro
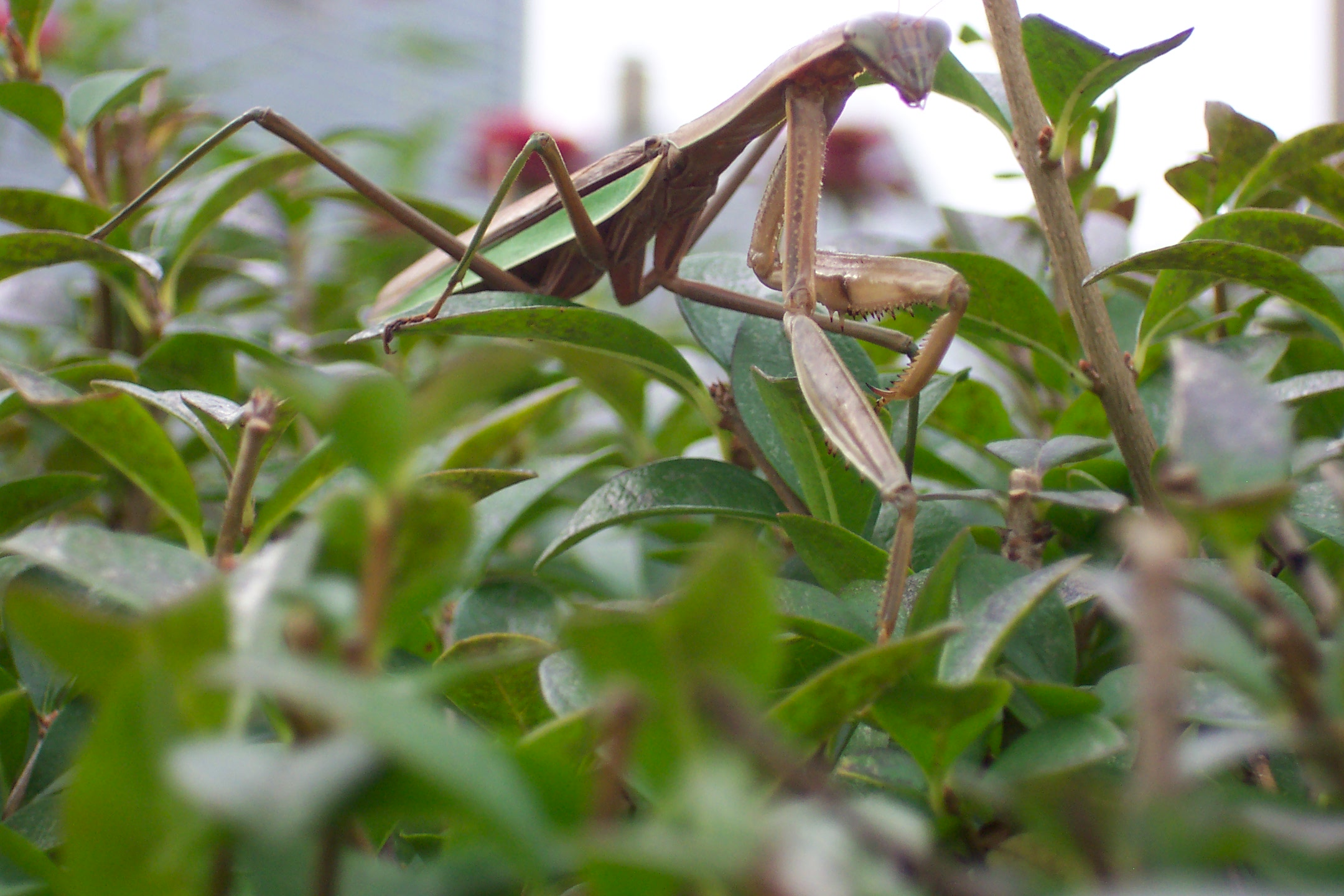
Hembra adulta
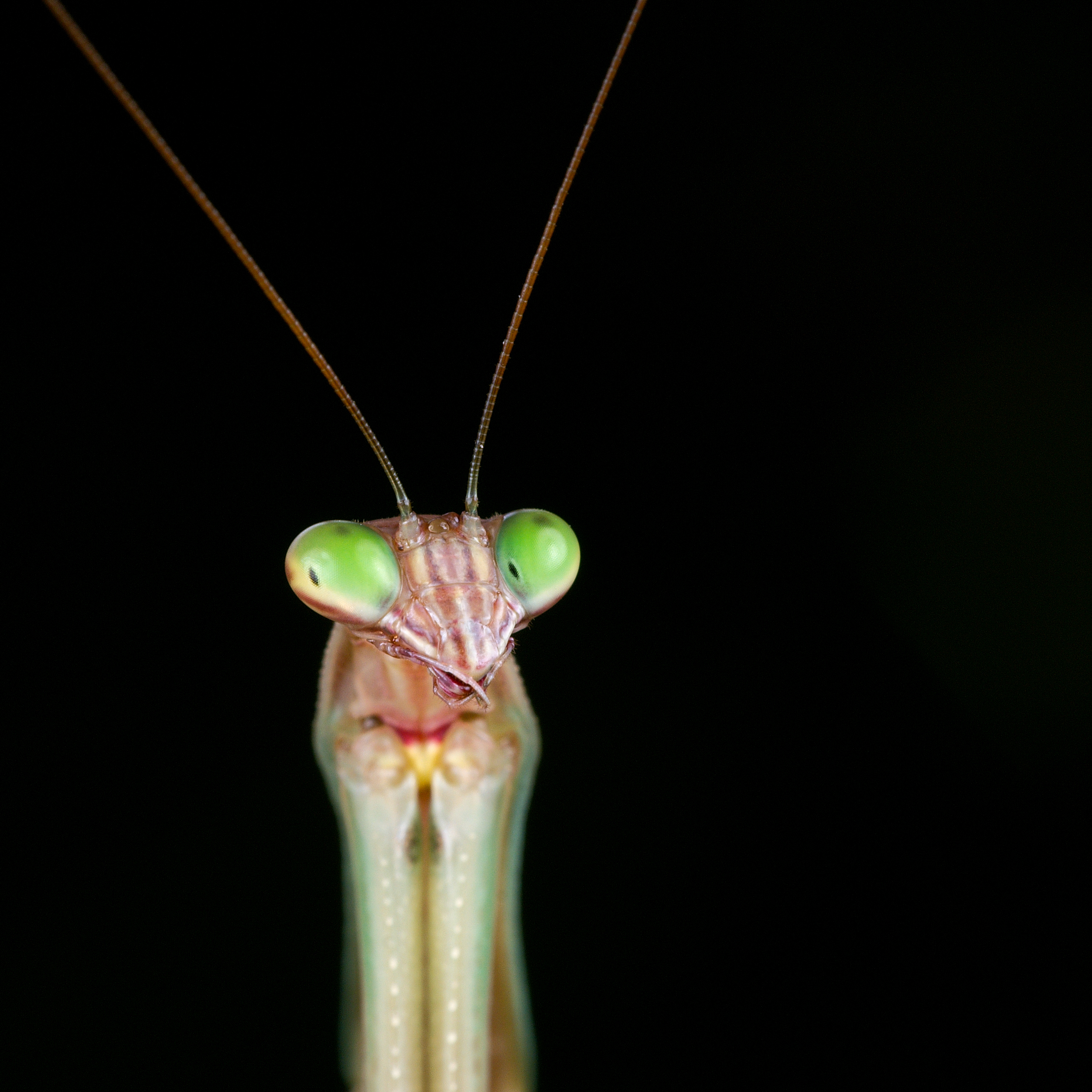
Macho adulto
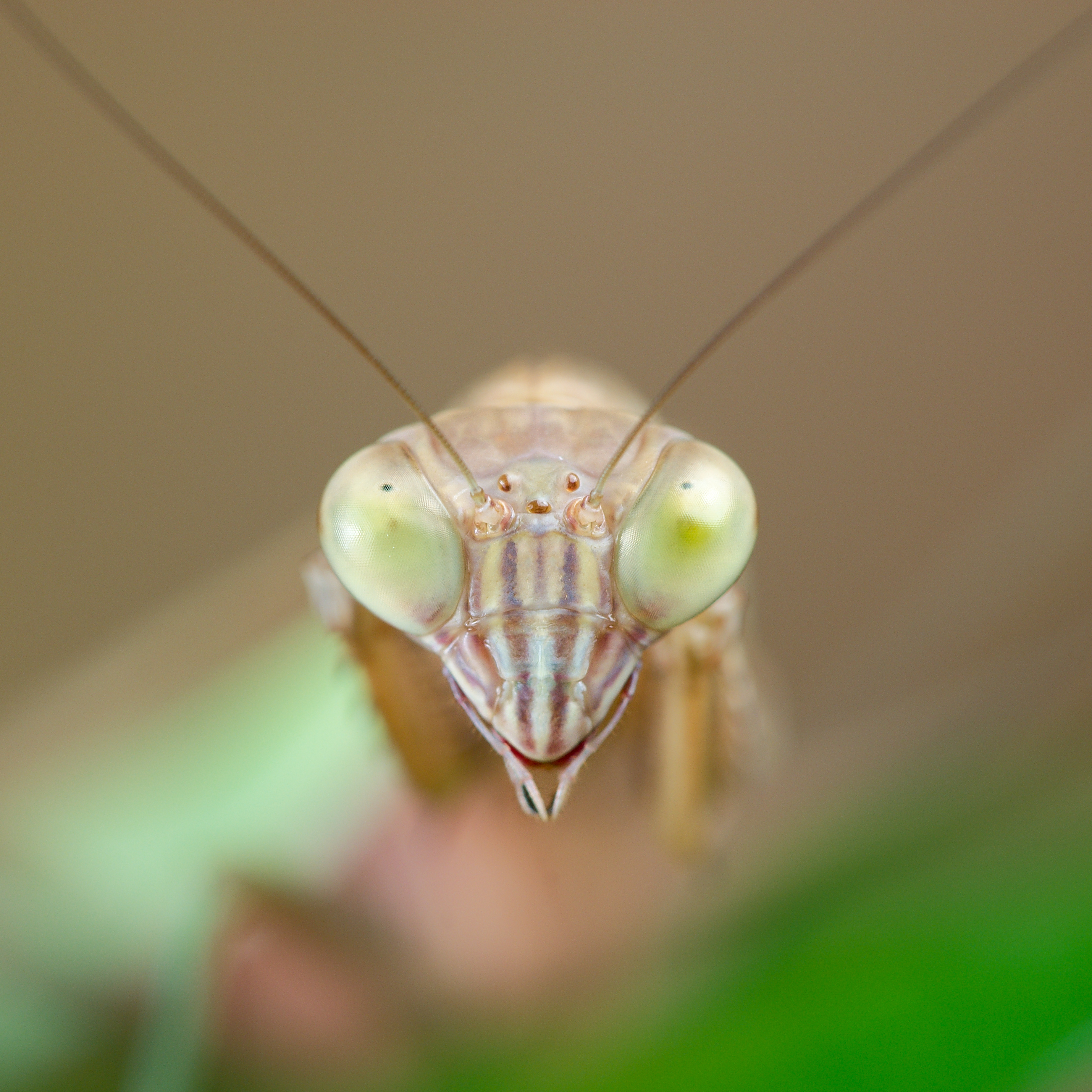
Hembra adulta
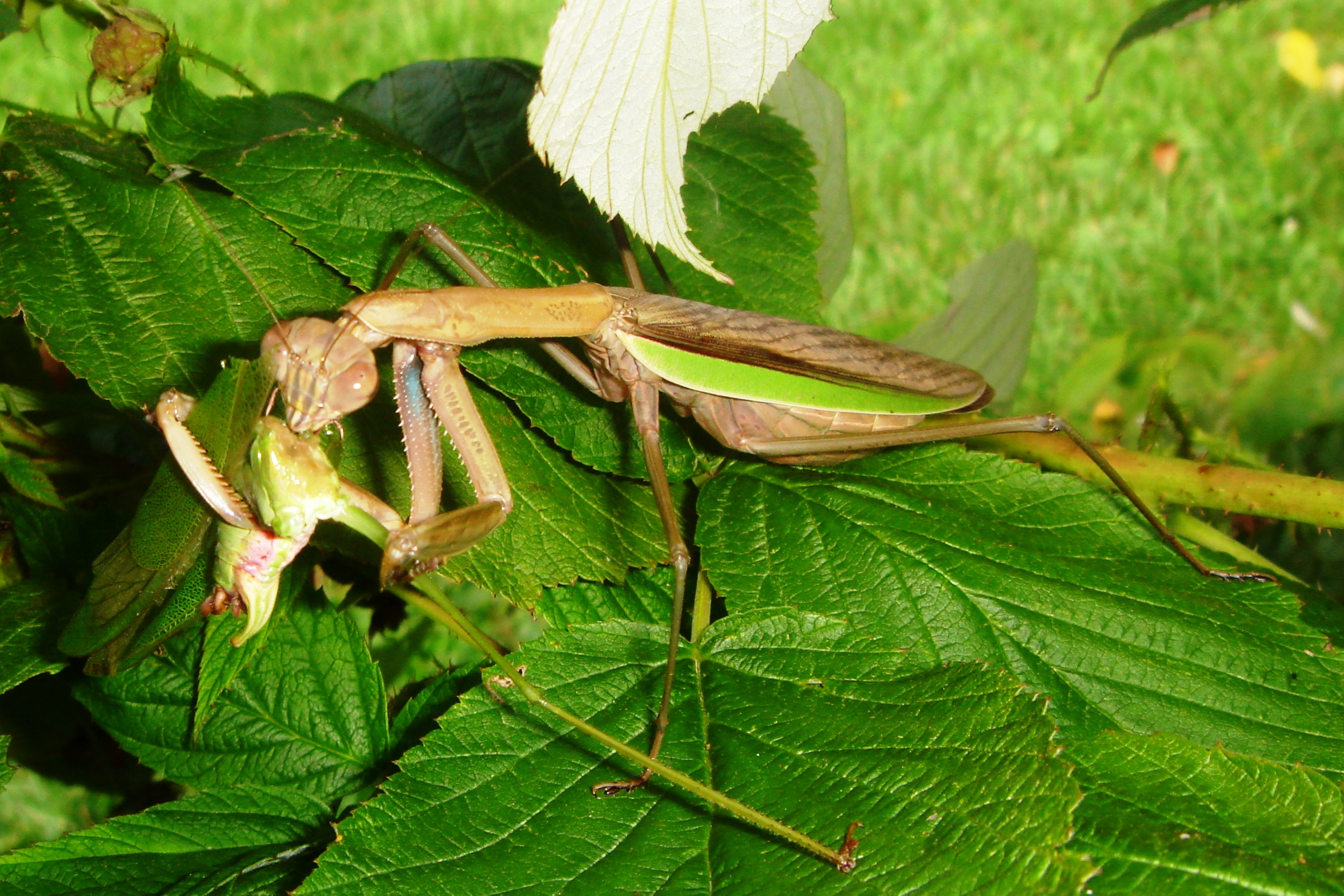
Hembra adulta comiendo un saltamontes (Tettigoniidae)
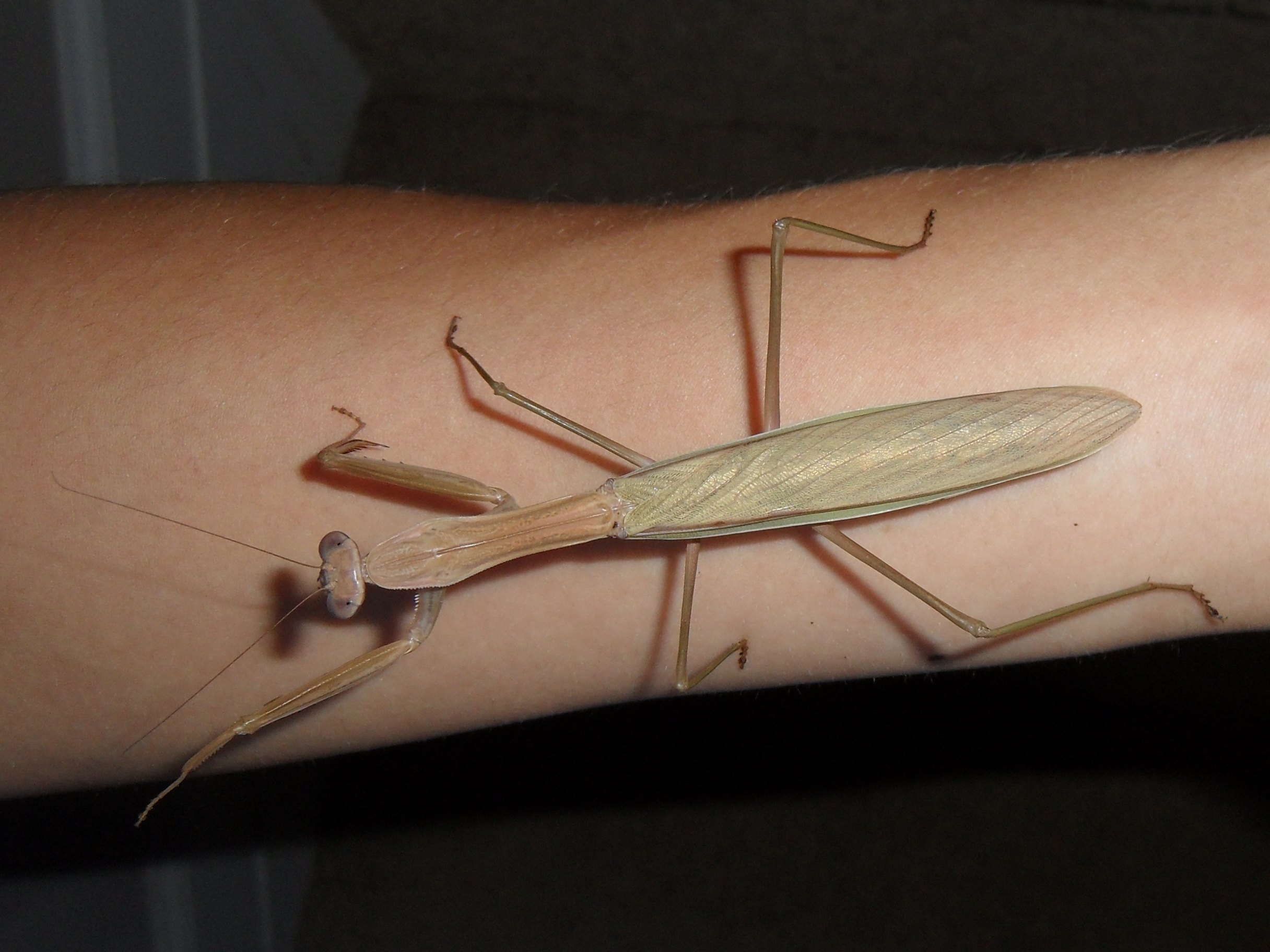
Hembra adulta
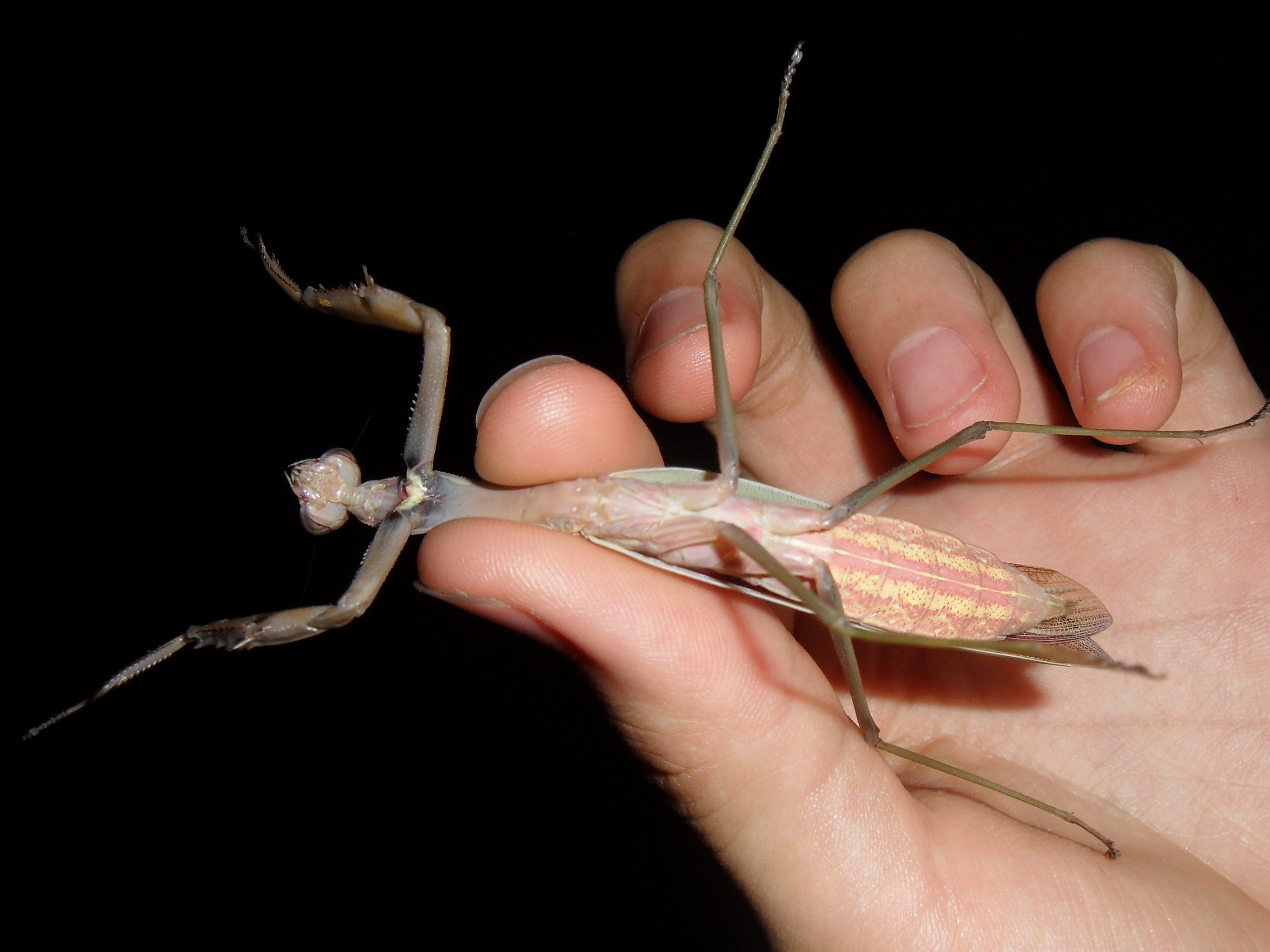
Vista ventral de hembra adulta
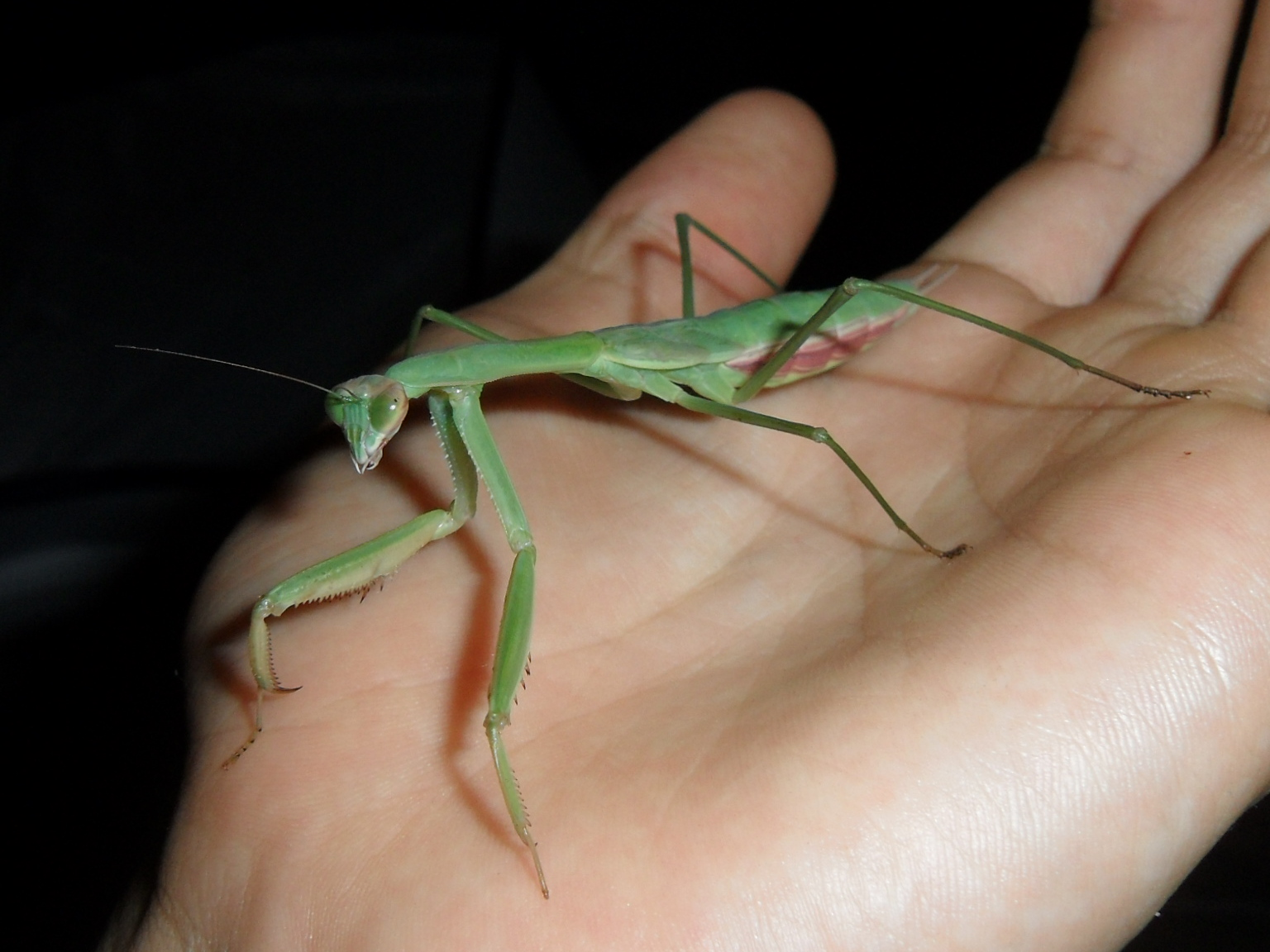
Hembra subadulta